# Biblioteca Newberry
La biblioteca Newberry es una biblioteca de investigación independiente para las humanidades y las ciencias sociales ubicada en Chicago, Illinois. Aunque se trata de una biblioteca no circulante, la Newberry es libre y abierto al público. Las colecciones abarcan temas relacionados con la civilización occidental, desde la Edad Media hasta el final de la era napoleónica en Europa, desde la Era de la Exploración europea a la era de la revolución en América Latina, y otros temas como los tiempos modernos en América del Norte. Dentro de este marco son una variedad de colecciones especializadas, sobre temas tan diversos como los indios norteamericanos y la historia de la imprenta.
La biblioteca Newberry alberga una gran colección de mapas, manuscritos, partituras y otros materiales impresos.

## Servicios
La biblioteca cuenta con más de 1,5 millones de libros, 5 000 000 de páginas sobre manuscritos y 500 000 ejemplares sobre mapas históricos. Las colecciones incluyen materiales sobre el Renacimiento europeo, la genealogía, los indios americanos, la música antigua, la cartografía, la historia de la imprenta, la historia de Chicago, la historia luso-brasileña, y los manuscritos de los autores del Medio Oeste.
Ttambién ofrece una variedad de exposiciones, conferencias, clases, conciertos, programas docentes, seminarios y otros programas públicos relacionados con sus colecciones. En exposiciones recientes se ha destacado al arquitecto Daniel Burnham y la historia de la literatura infantil. Además, la Newberry pone a disposición una variedad de muy aclamados programas de becas y para los estudiosos, profesores y estudiantes universitarios.